# Chiara Breccia
Chiara Breccia (Senigallia, 16 luglio 1982) è una calciatrice italiana di ruolo difensore.

## Palmarès
- Campionato italiano di Serie B: 1

EDP Jesina: 2015-2016
- Campionato italiano di Serie A2: 2

Vigor Senigallia: 2003-2004
Riviera di Romagna: 2011-2012